# Scythris flabella
Scythris flabella is een vlinder uit de familie dikkopmotten (Scythrididae). De wetenschappelijke naam is voor het eerst geldig gepubliceerd in 1861 door Mann.
De soort komt voor in Europa.